# ルクセンブルクグランプリ
ルクセンブルクグランプリ（ルクセンブルクGP, 英: Luxembourg Grand Prix, 独: Großer Preis von Luxemburg）とは、1997年と1998年にニュルブルクリンクで行われたF1のレース。

## 概要
F1は、原則として年間1国1開催であるが、人気のある国や収益が見込める国などにおいては同国内で2～3レースが行われる場合がある。その際、2つめ以降のレースに隣国の名前や地域名を冠することが多く、特にヨーロッパにおいては、ヨーロッパGPの名が冠せられることが多い。
ニュルブルクリンクでのグランプリは、ミハエル・シューマッハのワールドチャンピオン獲得によるドイツでのF1人気の高まりを受けて、1995年,1996年にヨーロッパGPとして実施されたが、1997年は既にヘレス・サーキットにおいてヨーロッパGPが実施されることとなっていた為、ドイツの隣国であるルクセンブルクの名が冠せられることとなった。
1999年からニュルブルクリンクのレースが再び「ヨーロッパGP」の名称で開催されることになったため、ルクセンブルクGPとしての開催は2年で終了した。

## 歴史

### 1997年
ミカ・ハッキネンがF1参戦97戦目にして初のポールポジションを獲得し、翌年以降に度々見せる力強い走りでレースをリードしたが、エンジントラブルによりリタイアした為、ジャック・ヴィルヌーヴが逆転優勝を飾っている。（これがヴィルヌーヴの最後の優勝となった。）また、レース開始早々にはミハエル・シューマッハが実弟のラルフ・シューマッハに追突されるアクシデントもあった。

### 1998年
前戦イタリアGPの時点で同ポイントで並び、激しいチャンピオン争いを展開するミカ・ハッキネンとミハエル･シューマッハの争いとなったが、ハッキネンがシューマッハのお株を奪う様な、ピットイン前後の速いラップタイムを刻む走りでピットアウト時には逆転に成功することにより優勝を果たし、チャンピオン争いの主導権を奪い返すことに成功した。

## 過去の結果と開催サーキット
- ピンク地はF1世界選手権以外で開催された年。

1949年はF2、1950年はスポーツカーレース、1951年-1952年はF3で開催された。
| 年          | 決勝日     | ラウンド   | サーキット         | 勝者                   | コンストラクター        | 結果              |
| ----------- | ---------- | ---------- | ------------------ | ---------------------- | ----------------------- | ----------------- |
| 1949        | 5月15日    | 非選手権   | フィンデル         | ルイジ・ヴィロレージ   | フェラーリ              | [ 1 ] [ 2 ]       |
| 1950        | 5月18日    | 非選手権   | フィンデル         | アルベルト・アスカリ   | フェラーリ              | [ 3 ] [ 4 ]       |
| 1951        | 5月03日    | 非選手権   | フィンデル         | アラン・ブラウン       | クーパー-ノートン       | [ 5 ] [ 6 ] [ 7 ] |
| 1952        | 5月22日    | 非選手権   | フィンデル         | レス・レストン         | クーパー-ノートン       | [ 6 ] [ 8 ]       |
| 1953 - 1996 | 開催されず | 開催されず | 開催されず         | 開催されず             | 開催されず              | 開催されず        |
| 1997        | 9月28日    | 15         | ニュルブルクリンク | ジャック・ヴィルヌーヴ | ウィリアムズ-ルノー     | 詳細              |
| 1998        | 9月27日    | 15         | ニュルブルクリンク | ミカ・ハッキネン       | マクラーレン-メルセデス | 詳細              |

### 開催されたサーキット

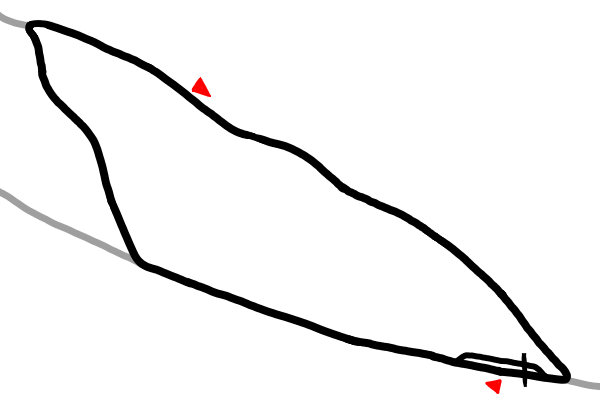
フィンデル (1949-1952)
ニュルブルクリンク (1997-1998)